# Волков Костянтин Костянтинович
Костянтин Волков (1869 — після 1917) — член III Державної думи від Київської губернії, священник.

## Життєпис
Син священника.
Після закінчення Київської духовної семінарії у 1891 році, протягом чотирьох років учителював, спочатку в селі, а потім в Києві.
У 1895 році висвячений на священника, служив у селі Піщаники Канівського повіту. У 1907 році, за вибором окружного духовенства, був призначений благочинним.
У 1907 обраний членом III Державної думи від Київської губернії. Входив до фракції помірно-правих, з 3-ї сесії — в російській національній фракції. Був членом комісій: з народної освіти, з переселенської справи і з релігійних питань.
Доля після 1917 невідома. Був одружений.